# Ouïezd de Galitch
L'ouïzed de Galitch (en russe : Га́личский уе́зд / Га́лицкий уе́зд, Galitchski ouïezd / Galitski ouïezd)  est une unité administrative-territoriale (ouïezd) au sein du tsarat et empire russe, du gouvernorat de Kostroma et du gouvernement de Kostroma, qui a existé du XVe siècle à 1928. Le chef-lieu était la ville de Galitch. La population était de 142 051 habitants en 1926.

## Géographie
L'ouïezd était situé au nord-est des terres centrales de l'État russe et, à partir de la fin du XVIIIe siècle, dans la partie centrale du gouvernement de Kostroma.  La superficie du comté au moment de l'abolition était de 4 157,7  verstes² (4 732 km²) en 1897 , 5 226  km² en 1926.
Parallèlement, au moment de la formation de l'ouïezd au XVe siècle à partir des terres de l'ancienne principauté de Galitch, son territoire s'étendait de Soligalitch au nord-ouest jusqu'à la rivière Iourongui au sud-est, avec une enclave à l'ouest de Lioubim et comprenant une composition approximative des futurs ouïezd de Soligaliych, Galitch, Tchoukhloma, Kologriv, Vetloujski et Varnavino du gouvernement de Kostroma et la moitié ouest de l'ouïezd de Lioubim du gouvernement de Iaroslavl.

## Histoire
L'ouïezd de Galitch est connu depuis l'époque pré-Pétrine. Il comprenait les volosts de Parfenievo, d'Ounjenskaïa et les volosts de siège de Tchoukhloma. En 1708, l'ouïezd de Galitch devint responsable devant le gouvernement de Moscou. En 1719, lorsque les gouvernements furent divisées en provinces, la ville de Galitch devint le centre de la province de Galitch du gouvernement d'Arkhangelogorod . En 1727, l'ouïezd faisant partie de la province de Galitch fut restauré sur un territoire considérablement réduit par rapport à la superficie de l'époque pré-Pétrine.
En 1778, l'ouïezd fut rattaché au gouvernorat de Kostroma, qui en 1796 fut transformé en gouvernement de Kostroma.
À l'époque de la propriété patrimoniale dans l'ouïezd, les domaines étaient attribués aux enfants des boyards et des nobles. Le territoire était stratégique, car une importante étendue de sel le traversait de Solvychegodsk à Kostroma en passant par Totma.
Par la résolution du Comité exécutif central panrusse du 8 octobre 1928 « Sur le zonage du gouvernement de Kostroma », le raïon de Galitch a été formé à partir de la majeure partie de l'ouïezd de Galitch. Le 14 janvier 1929, le gouvernement de de Kostroma fut abolie , l'ouïezd de Galitch devint une partie de l'okroug de Kostroma de l'okroug industriel d'Ivanovo.

## Division administrative
En 1890, le comté comprenait 24 volosts:
| Non. | Volos            | Chef-lieu                   | Nombre de villages | Population |
| ---- | ---------------- | --------------------------- | ------------------ | ---------- |
| 1    | Bogchinskaïa     | Bogchino                    | 37                 | 4418       |
| 2    | Bykovskaïa       | Stepanovo                   | 82                 | 4369       |
| 3    | Vatamanovskaïa   | Vatamanovo                  | 51                 | 4927       |
| 4    | Voznessenskaïa   | Voznessenskoïe              | 84                 | 5532       |
| 5    | Voskressenskaïa  | Gotovtsevo                  | 85                 | 4768       |
| 6    | Govenovskaïa     | Govenovo                    | 56                 | 5925       |
| 7    | Danilkovskaïa    | Danilkovo                   | 37                 | 1766       |
| 8    | Durtsovskaïa     | Paninskaïa                  | 34                 | 2175       |
| 9    | Zamerskaïa       | Trinité-Mihali              | 29                 | 2298       |
| dix  | Igodovskaïa      | Igodovo                     | 52                 | 3935       |
| onze | Kostomskaïa      | Kostoma                     | 79                 | 6332       |
| 12   | Kotelskaïa       | Selekhovo                   | 72                 | 5497       |
| 13   | Kournovskaïa     | Toropovo                    | 43                 | 3120       |
| 14   | Nagatinskaïa     | Nagatino                    | 39                 | 2445       |
| 15   | Novografskaïa    | Novografskoïe               | 36                 | 2867       |
| 16   | Pretchistenskaïa | Village de Neverovo         | 77                 | 5085       |
| 17   | Ryleïevskaïa     | La succession de Kharitonov | 70                 | 4341       |
| 18   | Svininskaïa      | Village de Bolotovo         | 57                 | 3669       |
| 19   | Seletskaïa       | Seltso                      | 61                 | 3585       |
| 20   | Sretenskaïa      | Domaine d'Ostretsov         | 52                 | 4150       |
| 21   | Fominskaïa 1er   | Fominskoïe                  | 64                 | 5341       |
| 22   | Fominskaïa 2e    | Fominskaïa                  | 14                 | 1638       |
| 23   | Kholmovskaïa     | Kholm                       | 36                 | 2537       |
| 24   | Iakhnobolskaïa   | Iakhnobol                   | 85                 | 4820       |

En 1913, il y avait aussi 24 volosts dans le comté.
En 1926, il y avait 10 volosts dans le comté :
- Zaozernaïa (centre - village Troitsa -Oleshi ),
- Igodovskaïa,
- Kostomskaïa,
- Kotelskaïa (centre - village de Sigontino ),
- Kurnovskaïa (centre - village d'Antropovo ),
- Prechistenskaïa (centre - village de Palkino),
- Prigorodnaïa (centre - Galich ),
- Sretenskaïa (centre - domaine d'Ostretsovo),
- Kholmovskaïa (centre - village de Pronino),
- Yakhnobolskaïa (centre - domaine Korolyatino ).

## Population
Selon le recensement de 1897, 107 609  personnes vivaient dans le comté. Y compris les Russes  - 99,7%. Le chef-lieu de Galitch comptait 6 237 habitants. Selon les résultats du recensement de la population de toute l'Union de 1926, la population du comté était de 142 051 personnes , dont 8 875 personnes étaient urbaines (la ville de Galitch).